# Ústřední vedení odboje domácího

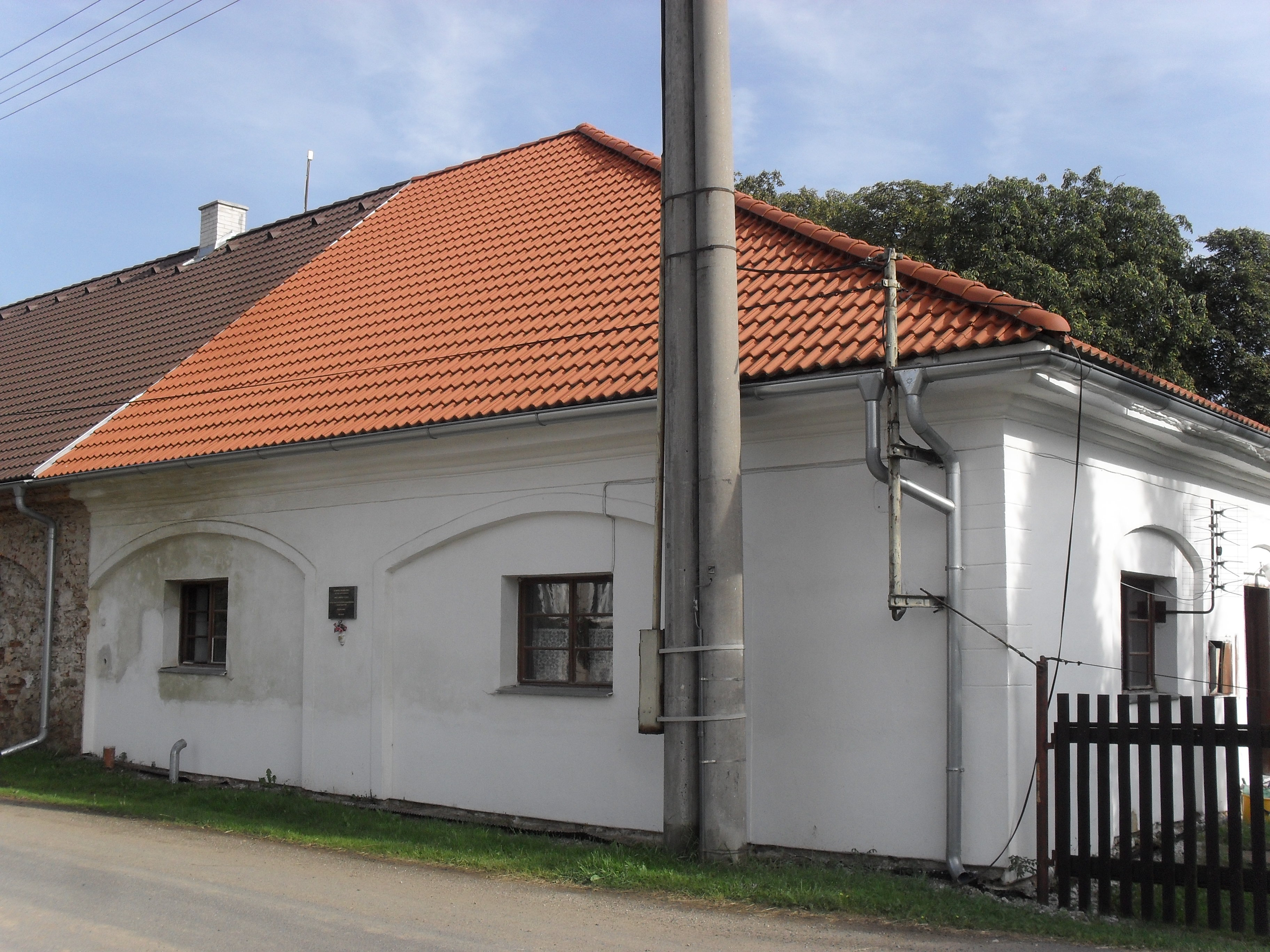
Dům členů organizace ÚVOD v obci Oselce.

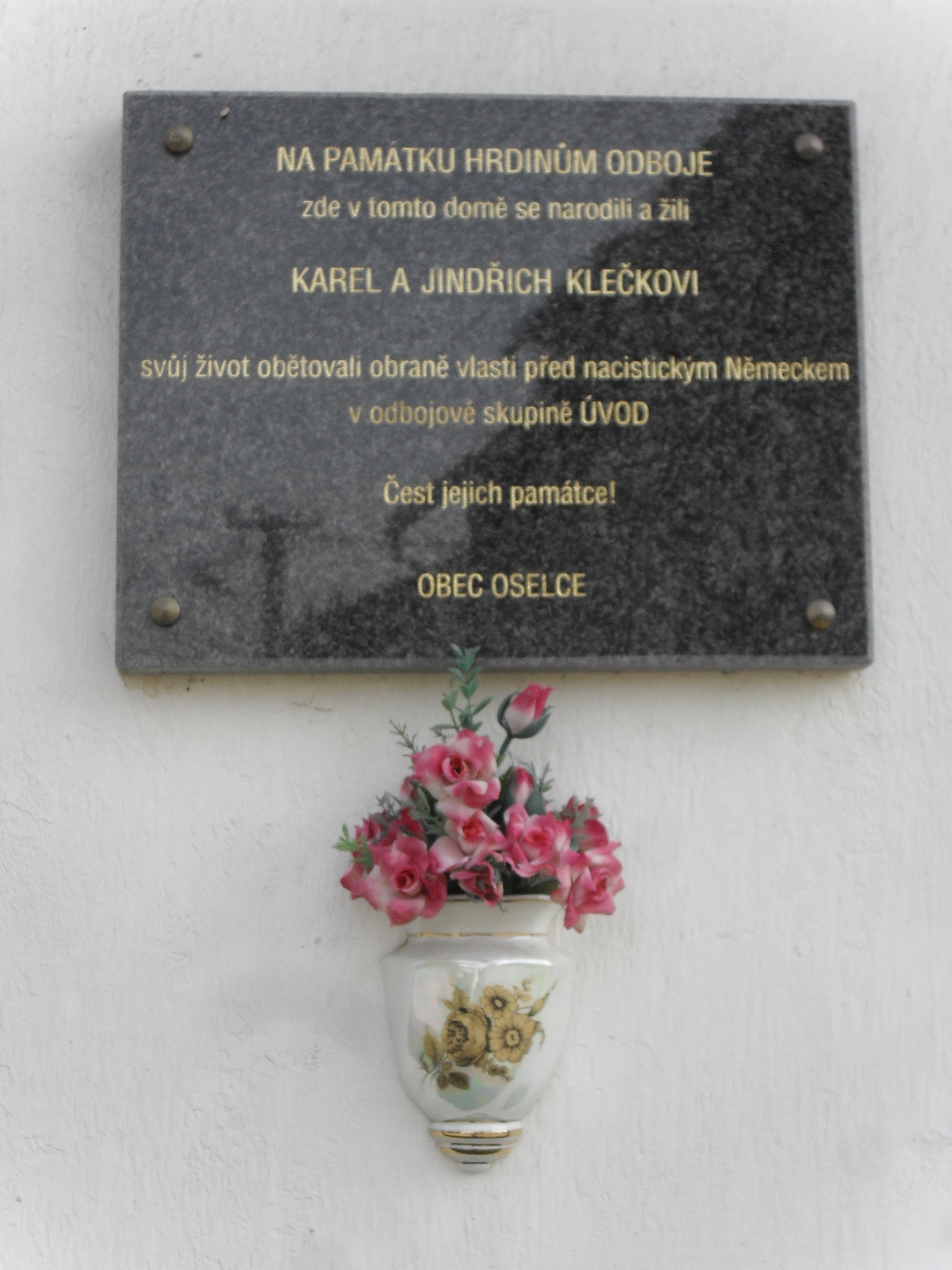
Památeční plaketa na tomto domě.

Ústřední vedení odboje domácího (ÚVOD) byl ústřední orgán protinacistického odboje v Protektorátu Čechy a Morava. Byl vytvořen jako zastřešovací orgán pro nejvýznamnější odbojové organizace působící na území protektorátu v průběhu druhé světové války.

## Založení
ÚVOD byl založen na začátku roku 1940. Jako svůj ústřední orgán ho vytvořili příslušníci tří nejvýznamnějších nekomunistických odbojových organizací Obrana národa (ON), Petiční výbor "Věrni zůstaneme" (PVVZ) a Politické ústředí (PÚ). Komunistické odbojové organizace zůstávaly mimo až do německého útoku na Sovětský svaz v červnu 1941.

## Složení
Každá z organizací do ÚVODu delegovala své dva zástupce. Mezi nejvýznamnější členy ÚVODu patřili: doc. Vladimír Krajina, JUDr. Rudolf Mareš, Jaroslav Valenta, Josef Balabán, Radim Nováček, dr. Arnošt Heidrich, Antonín Pešl, Václav Holý (1900–1941), František Andršt, Karel Bondy a Josef Churavý.

## Činnost
Hlavním úkolem ÚVODu byla koordinace odbojových činností na území protektorátu. V letech 1940 až 1941 prováděl ÚVOD prostřednictvím svých agenturních sítí rozsáhlou zpravodajskou činnost, jejíž výsledky předával velení spojeneckých jednotek; zpočátku na Západě později i v SSSR. Pro tuto činnost ÚVOD udržoval pravidelné radiové spojení s exilovou vládou v Londýně, od níž přijímal instrukce a zároveň zajišťoval komunikaci mezi exilem a některými představiteli protektorátní vlády, a nepřímo i s prezidentem Háchou.
V září 1941 ÚVOD společně s II. ilegálním Ústředním vedením KSČ vytvořil Ústřední národní revoluční výbor (ÚNRV) jako společný orgán komunistického a nekomunistického odboje.

## Likvidace
Složení ÚVODu se neustále měnilo jak byli jeho jednotliví členové zatýkáni německými bezpečnostními složkami. Situace se zhoršila ještě více s nástupem Reinharda Heydricha do funkce zastupujícího říšského protektora. Dne 31. ledna 1943 byl v Turnově zatčen poslední představitel ÚVODu Vladimír Krajina.

## Pietní místa

### Památník odbojové skupiny ÚVOD v Jinonicích[4][5]

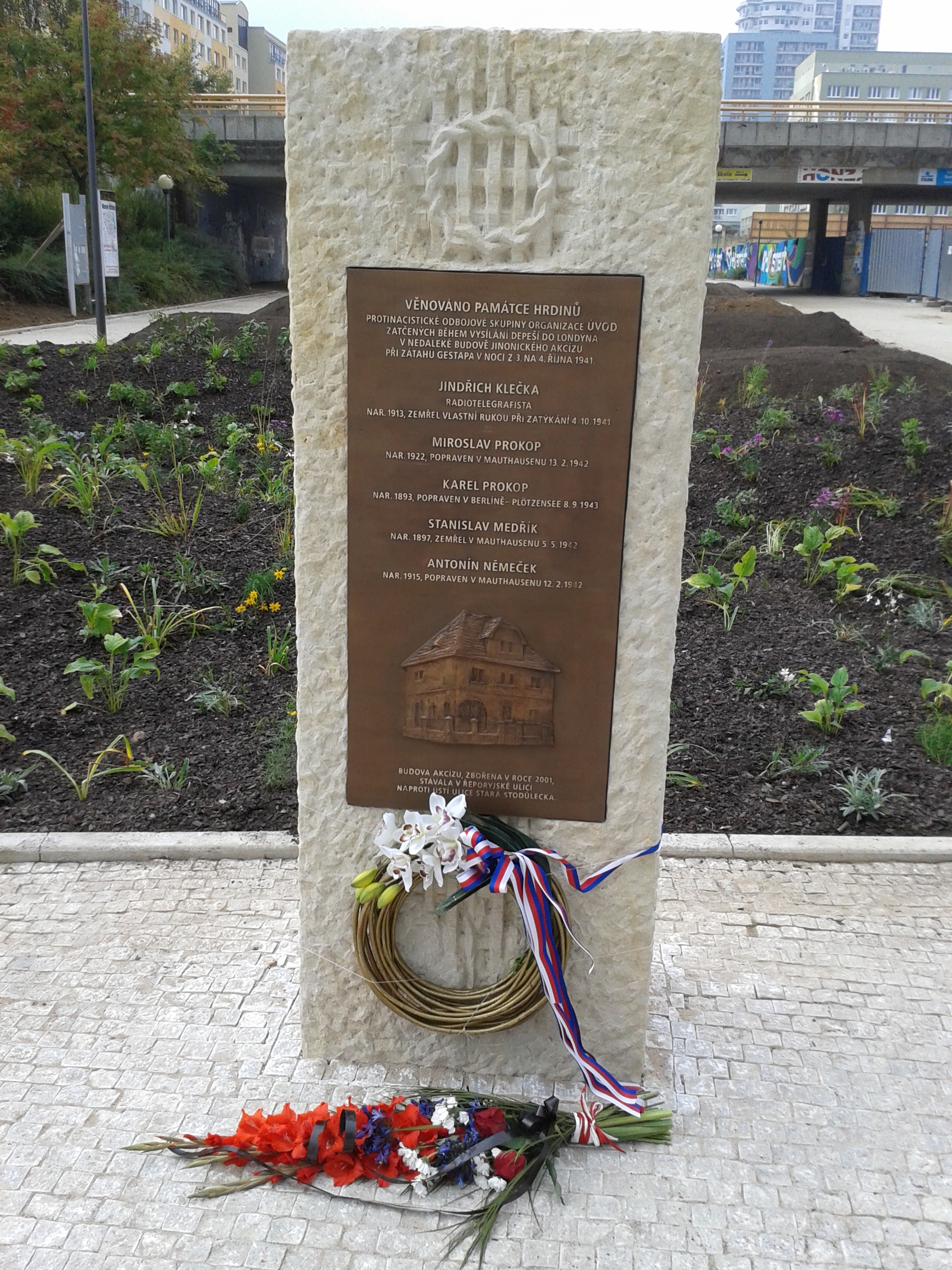
Nový památník (z roku 2014) hrdinům z jinonického akcízu

Dne 3. října 2014 byl poblíž stanice metra Nové Butovice v Praze 13 odhalen nový kamenný pomník (GPS souřadnice 50°03′03″ s. š., 14°21′01″ v. d.) z dílny akademického sochaře Milana Váchy s bronzovou pamětní deskou připomínající tragické události zátahu gestapa na jinonický akcíz v noci z 3. na 4. října 1941. Nová pamětní deska obsahuje (obdobně jako ta původní, umístěná v budově TJ Sokol Jinonice) jména pěti odbojářů – hrdinů protinacistické odbojové skupiny ÚVOD z pražských Jinonic, kteří od ledna roku 1941 až do začátku října 1941 poslali zpravodajské centrále do Londýna asi 8,5 tisíce zašifrovaných radiových depeší. Na nové pamětní desce je (kromě jmen odbojářů) také reliéf dnes již neexistující budovy – jinonického akcízu, ze kterého radiové depeše až do osudné noci ilegálně odesílali. 
Na pamětní desce je následující text:
Věnováno památce hrdinů 
protinacistické odbojové skupiny organizace ÚVOD,
zatčených během vysílání depeší do Londýna 
v nedaleké budově jinonického akcízu 
při zátahu gestapa v noci z 3. na 4. října 1941.

JINDŘICH KLEČKA
 radiotelegrafista 
nar. 1913, zemřel vlastní rukou při zatýkání 4. 10. 1941

MIROSLAV PROKOP
 nar. 1922, popraven v Mauthausenu 13. 2. 1942

KAREL PROKOP
nar. 1893, popraven v Berlíně-Plötzensee 8. 9. 1943

STANISLAV MEDŘÍK
 nar. 1897, zemřel v Mauthausenu 5. 5. 1942

ANTONÍN NĚMEČEK
 nar. 1915, popraven v Mauthausenu 12. 2. 1942
památník odbojářům ÚVODu (Praha 2014)